# Ectropothecium bryifolium
Ectropothecium bryifolium là một loài Rêu trong họ Hypnaceae. Loài này được (Müll. Hal. ex Ångstr.) A. Jaeger mô tả khoa học đầu tiên năm 1880.